# 竹部さゆり
竹部 さゆり（たけべ さゆり、旧姓は木村〈きむら〉、1978年6月4日 - ）は、日本将棋連盟所属の女流棋士。神奈川県逗子市出身（生まれは横浜市）。伊藤果八段門下。女流棋士番号は19（2011年3月31日までの旧番号は37）。

## 棋歴
- 小学校3年の時に将棋道場に通い始めた[3]。
- 1993年、中学生名人戦でベスト8に入り[要出典]、同年10月に奨励会に6級で入会した[2]。同年の夏頃に、女流の碓井涼子、矢内理絵子も奨励会に入会しており、「奨励会3人娘」と呼ばれていた[4]。元奨励会員の天野貴元によれば、竹部は奨励会員としては珍しく奇襲戦法を多く採用していた[5]。
- 奨励会在籍中の1995年4月に女流育成会に入会した後、同年10月に女流2級としてプロデビュー[2]。タイトル挑戦するなど1年半で女流二段にまで昇段した[2]。
- 1996年の第4期倉敷藤花戦で清水市代に挑戦したが、0-2で敗退[6][7]。
- 奨励会では最高クラスは4級まで昇級したが、1998年3月に6級に降級したのち[8]同年5月に降級点Bを喫し奨励会を退会した[9]。
- 2001年に結婚し、女流棋士としての活動名を「木村さゆり」から「竹部さゆり」に変更。
- 2002年の第7回鹿島杯で決勝三番勝負に進出したが、石橋幸緒に1-2で敗退[10]。
- 2007年3月12日から2008年3月31日まで休場した[11]。
- 2022年7月18日の第16期マイナビ女子オープン予選で野原未蘭を相手に、公式棋戦・女流棋戦において史上初となる「入玉宣言法」による敗戦を喫した[12]。野原が「宣言」を行い、連盟職員による確認を経て宣言通り野原の勝利となった（先手・野原の213手目「▲宣言」まで）[12]。その2日後にABEMAの将棋中継に出演した竹部は、当日の状況・心境について「500手まで指せば（持将棋に持って）行けるかもしれないと思って粘っていた」と語った[13]。
- 2023年3月11日にコンピュータ将棋協会の理事に就任した[14]。

## 棋風
居飛車党。力戦形を好み、スキあらば襲い掛かるタイプである。

## 人物
イベントなどでの聞き手としての人気が高く、 マイペースで独自の世界観を築いていると評されている。
一方で、公開対局やSNSなどでの不適切な発言がたびたび問題視されている。
2025年8月16日将棋日本シリーズJTプロ公式戦の2回戦第2局の大盤解説の聞き手を担当した際、対局者の公開されていないプライベート情報に言及した。その後自身のXにおいて発言を謝罪し、当面一年間の対局以外の公務の自粛を発表した。

## 昇級・昇段履歴
奨励会員として
- 1993年10月00日 - 関東奨励会 入会（6級）[2]
- 1998年05月00日 - 関東奨励会 退会（6級、最高位4級）[9]

女流棋士として
- 1995年04月00日 - 女流育成会入会（奨励会 在籍中）[2][9]
- 1995年10月01日 - 女流2級（女流棋士としてプロ入り = 奨励会と重籍）[2]
- 1996年04月01日 - 女流1級（第7期女流王位戦 挑決リーグ入り）[2]
- 1996年10月19日 - 女流初段（第4期倉敷藤花戦 ベスト4〈タイトル挑戦決定〉）[2]
- 1997年04月01日 - 女流二段（第4期倉敷藤花戦 タイトル挑戦）[2]
（1998年05月00日 - 奨励会 退会）[9]
- 2003年05月20日 - 女流三段（勝数規定／女流二段昇段後90勝）[20][2]
- 2019年01月16日 - 女流四段（勝数規定／女流三段昇段後120勝）[21]

## 主な成績

### タイトル戦
- タイトル獲得：0期
- 登場回数：1回
  - 倉敷藤花：1回 - 第4期（1996年度）

### 一般棋戦
- 優勝：0回
- 準優勝：1回
  - 鹿島杯：第7回 決勝三番勝負進出（1勝2敗）

### 年度別成績
- 2024年度 - 19局 6勝13敗（勝率0.3157）[22]
- 2024年度 - 544局 276勝268敗（勝率0.5073）〈2025年3月31日対局分まで〉[23]

## 出演

### テレビ
- 小籔千豊の将棋道場小破り（2019年3月15日 - 、ファミリー劇場）[24]